# Gösta Fischer
Gösta Victor Jacob Fischer, född den 22 december 1866 i Segerstads församling, Skaraborgs län, död den 10 juli 1954 i Jönköping, var en svensk jurist.
Fischer avlade mogenhetsexamen i Jönköping 1886 och hovrättsexamen vid Uppsala universitet 1890. Han blev fiskal i Göta hovrätt 1901 och assessor 1904. Fischer var hovrättsråd 1909–1935 och divisionsordförande 1931–1935. Han blev riddare av Nordstjärneorden 1913, kommendör av andra klassen av samma orden 1923 och kommendör av första klassen 1935.